# Įkojis
Įkojis je říčka v západní Litvě, v Žemaitsku, v okrese Tauragė, levý přítok Šešuvisu. Pramení v rašeliništi Laukesos durpynas, v lese Eičių miškas, 20 km na východojihovýchod od krajského města Tauragė. Teče zpočátku na západ, u vsi Paįkojai se stáčí na sever a s krátkým posunem na západ před soutokem pokračuje na sever až do soutoku s řekou Šešuvis, do které se vlévá v městysu Gaurė, 27,8 km před jejím ústím do Jūry jako její levý přítok. Průměrný spád je 0,61 m/km. Před městysem Gaurė protéká rybníkem o ploše 15,1 ha.

## Přítoky
Įkojis má pouze jeden levý přítok jménem Skardupis, který se vlévá do Įkojisu 3,4 km od jeho ústí (hydrologické pořadí: 16010901).

## Sledujte také
- Seznam toků povodí Šešuvisu